# Krecht
Krecht je polní jáma např. 10 × 2 × 0,3 m zaplněná plodinou do sesypného úhlu, zateplená slámou a zčásti nebo zcela zasypaná svrchu zeminou opatřená větracím světlíkem (truhlíkem). Krecht kdysi sloužil k dlouhodobému zimnímu ukládání respektive ke skladování některých polních plodin, zejména brambor, cukrové řepy, mrkve a další kořenové i jiné zeleniny. Plodina vydrží až na velké mrazy celou zimu, důležitý je ale přístup vzduchu. Vlastní činnost se pak nazývala krechtování.
Dnes se již tato primitivní historická technologie používá jen velmi zřídka a regionálně, například v oblasti Mladovožicka, případně ke skladování v ekologickém zemědělství.